# 萩森千聖
萩森 千聖（はぎもり ちせ）は、日本の漫画家。福岡県大牟田市出身。

## 経歴
1979年、三池高校在学中に『デラックスマーガレット』（集英社）11月号に掲載の「秋の心のひとかけら」でデビュー。代表作に『花びら冠・春・桜』、『青春のような』、『卒業おめでとう！』、『あなただけに伝えたい』、『Special Thanks』など。最近では大人の女性向けの漫画も多い。

## 作品リスト

### 集英社
- バースデイ・イブ
- ぼたん雪を花冠に
- 肩ごしのサン・セット
- 花びら冠・春・桜
- きみのためにRAIN
- 恋するまなざし
- Special Thanks
- 彼の『好き
- あなたが望むなら
- わたしの春にあなたの夏
- 手のひらの中にある
- 彼の知らない彼女の話
- リターンゲーム
- 恋を知るまえに
- 卒業おめでとう!
- 涙のかたち
- あなただけに伝えたい
- 永遠が欲しいわけじゃない
- STEPマザー
- 天使になってみたかった
- 放課後は第2会議室
- 月の色
- ゆうこさんのロマンス
- 青春のような
- 目覚めない姫のまま
- じぃんとさせて!
- きのう今日、そして…
- 冬が来る前になら
- なつかしい愛情
- おとなの思春期

### 白泉社
- 星はいつも遠くで
- もうすぐ花も咲くし
- いつも花のように
- 髪を切ろうかな
- 赤い糸のむこうに
- お茶でも飲みながら
- とびっきりせつない愛
- 君を選べない
- 眠れない恋をしている
- オフィスの恋愛
- いろんな季節にバラは咲く
- 2番目のカノジョ
- 恋ゴコロ浮気ゴコロ

### あおば出版
- ベスト・フレンド